# Prêmio Yamato de 2008
O Prêmio Yamato de 2008 foi a 6.ª edição da premiação que é considerada o Oscar da Dublagem Brasileira.
Esta edição aconteceu no dia 12 de julho de 2008, às 19h30, dentro do Anime Friends 2008. A festa foi realizada após o show Super Friends Spirits no palco principal do evento.

## Lista de Indicados
- Fonte:[2]

Melhor Dublagem
- Chaves Desenho (Álamo/Herbert Richers)
- Encantada (Delart)
- Excel Saga (Álamo)
- Dr. House (Álamo)
- Harry Potter e a Ordem da Fênix (Delart)
- Naruto (Dublarte)
- O Conde de Monte Cristo (Álamo)
- Os Simpsons - O Filme (Delart)
- Shrek Terceiro (Doublesound)
- Turma da Mônica, Uma Aventura no Tempo (Estúdios Mauricio de Sousa)

Melhor Dublador
- Alexandre Moreno (Robert - Encantada)
- Carlos Seidl (Seu Madruga - Chaves Desenho)
- Luiz Antonio Lobue (Dr House - House)
- Marcelo Campos (Abel - Trinity Blood)
- Marcelo Garcia (Sr Bigodes - Brandy e Sr Bigodes)
- Marcelo Pissardini (Benjamin Linus - Lost, temporada 2)
- Mauro Ramos (Shrek - Shrek Terceiro)
- Paulo Celestino (O Conde de Monste Cristo - Montecristo)
- Sérgio Stern (Kiko - Chaves Animado)
- Tatá Guarnieri (Chaves - Chaves Desenho)

Melhor Dubladora
- Geísa Vidal (Narissa - Encantada)
- Leticia Quinto (Excel - Excel Saga)
- Lina Rossana (Vovó - Baby Looney Tunes)
- Mabel Cesar (Gabrielle - Desperate Housewives)
- Marisol Ribeiro (Luna - Planet Survival)
- Marta Volpiani (Dona Florinda - Chaves Animado)
- Priscila Concepcion (Eugene - Montecristo)
- Selma Lopes (Marge - Simpsons, O Filme)
- Tatiane Keplmair (Sakura - Naruto)
- Úrsula Bezerra (Naruto - Naruto)

Melhor Dublador Coadjuvante
- Alexandre Marconato (Godinez - Chaves Animado)
- Afonso Amajones (Ilpalazzo - Excel Saga)
- Cesar Marchetti (Rhadamanthys - Cavaleiros do Zodíaco, Saga Inferno)
- Cláudio Galván (Príncipe Edward - Encantada)
- Guilherme Lopes (Mr Eko - Lost, ano 2)
- Luiz Sergio (Pernalonga - Baby Looney Tunes)
- Osmiro Campos (Professor Girafalez - Chaves Animado)
- Paulo Cavalcante (Cascão - Turma da Mônica, Uma Aventura no Tempo)
- Paulo Vignolo (Pip - Encantada)
- Rodrigo Antas (Bart - Os Simpsons, O Filme)
- Melhor Dubladora Coadjuvante
- Elza Gonçalves (Magali - Turma da Mônica, Uma Aventura no Tempo)
- Fatima Noya (Konohomaru - Naruto)
- Flávia Saddy (Lisa - Os Simpsons, O Filme)
- Helena Samara (Bruxa do 71 - Chaves Animado)
- Jussara Marques (Sharla - Planet Survival)
- Marcia Regina (Galina Kokorev - Windfall)
- Marisa Leal (Nancy - Encantada)
- Miriam Fischer (Belatrix Lestrange - Harry Potter e a Ordem da Fênix)
- Nair Amorim (Dolores Umbridge - Harry Potter e a Ordem da Fênix)
- Patricia Scalvi (Mercedes - Montecristo)

Revelação do Ano
- Agatha Paulita (Marika - Twin Spica)
- Bianca Rinaldi (Cabeleira Negra - Turma da Mônica, Uma Aventura no Tempo)
- Carlos Alberto (Homer - Os Simpsons, O Filme)
- Eduardo Serandini (Kankuro - Naruto)
- Gilson Ajala (Kabuto - Naruto)
- Gustavo Berriel (Nhonho - Chaves Animado)
- Michel Di Fiori (Neji - Naruto)
- Priscila Ferreira (Kei - Twin Spica)
- Tarsila Amorin (Asumi - Twin Spica)
- Silas Borges (Shuu - Twin Spica)

Melhor Diretor
- Angélica Santos (Planet Survival)
- Carlos Seidl e Herbert Richars Jr. (Chaves Animado)
- Denise Reis e Leonardo Camillo (Naruto)
- Gilmara Sanches (Pokémon)
- Guilherme Briggs (Os Simpsons - O Filme)
- Fábio Lucindo (O Conde de Monte Cristo)
- Marcia Gomes (24 Horas)
- Pádua Moreira (Desperate Housewives)
- Rodrigo Andreatto (Blood Plus)
- Sheila Dorffman (Smallville)

Melhor Redublagem ou Continuação
- Baby Looney Tunes (Wan Macher)
- Cavaleiros do Zodíaco - Saga Inferno (Dubrasil)
- Chaves - Redublagem para DVD - Disco 6 (Studio Gabia)
- Desperate Housewives - 2.ª Temporada (Delart)
- Lost - 2.ª temporada (Álamo)
- O.C. - 3.ª temporada (Wan Macher)
- Os Simpsons - 18.ª temporada (Aúdio News)
- Pokémon - 9.ª temporada (Centauro)
- Smallville - 5.ª temporada (Wan Macher)
- 24 Horas - 5.ª temporada (MasterSound)

Melhor Tradução ou Adaptação
- Chaves Animado (Manolo Rey)
- Encantada (Janne Kelly)
- Excel Saga (Editora JBC)
- Naruto (Cristiane Parras e Junior Fonseca)
- Pokémon - Temporada 9 (Elaine Pagano)
- Os Cavaleiros do Zodíaco - Saga Inferno (DuBrasil)
- Os Simpsons - 18.ª temporada (Aúdio News)
- Shrek Terceiro (Doublesound)
- Smallville - 5.ª temporada (Wan Macher)
- 24 Horas - 5.ª temporada (MasterSound)

Melhor Música Adaptada
- Cavaleiros do Zodiaco - Arbertura Inferno (Dubrasil)
- Cavaleiros do Zodiaco - Encerramento Inferno (Dubrasil)
- Encantada - So Close (Delart)
- Encantada - That's How You Know (Delart)
- Encantada - Happy Working Song (Delart)
- Os Simpsons - O Filme - Porco Aranha (Delart)
- One Piece - Abertura do DVD (DPN)
- Pokémon - Abertura da temporada 9 (Centauro)
- Turma da Mônica uma Aventura no Tempo - Máquina do Tempo (Estúdios Mauricio de Sousa)
- Turma da Mônica uma Aventura no Tempo - Triste Floresta (Estúdios Mauricio de Sousa)

Melhor Captura de Áudio (Técnico de Som)
- Chaves Desenho (Álamo/Herbert Richers)
- Dr. House (Álamo)
- Encantada (Delart)
- Harry Potter e a Ordem da Fênix (Delart)
- Os Simpsons - 18.ª temporada (Aúdio News)
- Pokémon - 9.ª temporada (Centauro)
- Shrek Terceiro (Doublesound)
- Smallville - 5.ª temporada (Wan Macher)
- Turma da Mônica uma Aventura no Tempo (Estúdios Mauricio de Sousa)
- 24 Horas - 5.ª temporada (MasterSound)

Melhor Mixagem (Mixadores)
- Chaves Desenho (Herbert Richers)
- Encantada (Delart)
- Harry Potter e a Ordem da Fênix (Delart)
- O.C. - 3.ª temporada (Wan Macher)
- O Conde de Montecristo (Álamo)
- Os Cavaleiros do Zodíaco - Saga Inferno (DuBrasil)
- Os Simpsons - 18.ª temporada (Aúdio News)
- Shrek Terceiro (Doublesound)
- Turma da Mônica uma Aventura no Tempo (Estúdios Mauricio de Sousa)
- 24 Horas - 5.ª temporada (MasterSound)

Melhor Narração ou Locução
- Chaves Desenho (Herbert Richers)
- Encantada (Delart)
- Lost - 2.ª temporada (Álamo)
- Os Cavaleiros do Zodíaco - Saga Inferno (DuBrasil)
- Os Simpsons - 18.ª temporada (Aúdio News)
- Pokémon - 9.ª temporada (Centauro)
- Shrek Terceiro (Doublesound)
- Smallville - 5.ª temporada (Wan Macher)
- Turma da Mônica uma Aventura no Tempo (Estúdios Mauricio de Sousa)
- 24 Horas - 5.ª temporada (MasterSound)

## Palmarés
- Revista OK[1]

| Ano  | Categoria                                                                                 | Vencedor |
| ---- | ----------------------------------------------------------------------------------------- | --- |
| 2008 | Melhor Dublagem                                                                           | Os Simpsons - O Filme (Delart) |
| 2008 | Melhor Redublagem ou Continuação                                                          | Pokémon - 9.ª temporada (Centauro) |
| 2008 | Melhor Direção de Dublagem                                                                | Chaves Animado (Carlos Seidl e Herbert Richers Jr.)                                                                                                  |
| 2008 | Melhor Dublador de Protagonista                                                           | Carlos Seidl (Seu Madruga - Chaves Desenho) |
| 2008 | Melhor Dubladora de protagonista                                                          | Selma Lopes (Marge - Simpsons, O Filme) |
| 2008 | Melhor Dublador de Coadjuvante                                                            | Rodrigo Antas (Bart - Os Simpsons, O Filme) e Paulo Cavalcante (Cascão – Turma da Mônica, uma aventura no tempo) / Empate                            |
| 2008 | Melhor Dubladora de Coadjuvante                                                           | Flávia Saddy (Lisa - Os Simpsons, O Filme) |
| 2008 | Melhor Narrador (a) ou locutor (a)                                                        | Gilberto Rocha Jr (Os Cavaleiros do Zodíaco - Saga Inferno)                                                                                          |
| 2008 | Melhor Dublador de Protagonista – Escolha do Público                                      | Luiz Antonio Lobue (Dr House - House) |
| 2008 | Melhor Dubladora de protagonista – Escolha do Público                                     | Úrsula Bezerra (Naruto - Naruto) |
| 2008 | Melhor Dublador de Coadjuvante – Escolha do Público                                       | Cesar Marchetti (Rhadamanthys - Cavaleiros do Zodíaco, Saga Inferno)                                                                                 |
| 2008 | Melhor Dubladora de Coadjuvante – Escolha do Público                                      | Fatima Noya (Konohomaru - Naruto) |
| 2008 | Melhor Narrador (a) ou locutor (a) – Escolha do Público                                   | Fábio Moura (Pokémon - 9.ª temporada) |
| 2008 | Melhor Revelação                                                                          | Carlos Alberto (Homer - Os Simpsons, O Filme) e Gustavo Berriel (Nhonho - Chaves Animado) / Empate                                                   |
| 2008 | Melhor Tradução (Tradutor ou Tradutora)                                                   | Pokémon - Temporada 9 (Elaine Pagano e Fábio Gajira) e Os Cavaleiros do Zodíaco - Saga Inferno (Marcelo del Greco e Karen Kazumi Hayashida) / Empate |
| 2008 | Melhor Mixagem (Mixadores)                                                                | Harry Potter e a Ordem da Fênix (Delart) |
| 2008 | Melhor Captação de áudio (Técnicos de Som)                                                | Dr. House (Álamo) |
| 2008 | Melhor Trilha Sonora ou Canção Adaptada para o Português (Música – Tradutor / Intérprete) | Cavaleiros do Zodiaco - Arbertura Inferno (Dubrasil – Ricardo Cruz)                                                                                  |
| 2008 | Troféu OhaYO!                                                                             | Blog de Daniel Neto (http://www.danielneto.com.br/dublagem/)                                                                                         |
| 2008 | Troféu Noeli Santisteban                                                                  | Junior Fonseca (Revistas Neo Tokyo, Crash e Anime>DO)                                                                                                |
| 2008 | Troféu Anime Dreams                                                                       | Prêmio extinto. |

### Prêmios Especiais
- Troféu Noeli Santisteban - Junior Fonseca (Trabalho para as Revistas Neo Tokyo, Crash e Anime>DO)
- Troféu OhaYO! – Blog de Daniel Neto (danielneto.com.br/weblog/category/dublagem/)